# Trialeurodes bruneiensis
Trialeurodes bruneiensis là một loài côn trùng cánh nửa trong họ Aleyrodidae, phân họ Aleyrodinae.
Trialeurodes bruneiensis được Martin in Martin & Camus miêu tả khoa học đầu tiên năm 2001.